# Beautiful Stranger
Beautiful Stranger este o melodie dance-pop, compusă de Madonna și William Orbit pentru coloana sonoră a filmului Austin Powers: Spionul care mi-a tras-o (1999). Melodia a fost lansat ca single în 1999, și a fost un hit de top 5 în Marea Britanie, Australia, Canada, Irlanda, Spania, Africa de Sud, Japonia și Italia. Melodia nu a fost lansată comercial în Statele Unite, cu toate că a ajuns pe locul #19 în Billboard Hot 100, datorită difuzărilor radio. A câștigat premiul Grammy pentru „Cel mai bun cântec scris pentru un film sau o televiziune”. Artista a interpretat melodia în timpul turneului Drowned World Tour.

## Videoclipul
Videoclipul a intrat în clasamentul organizat de TRL, unde a atins locul 9. Din cele opt săptămâni din top, șapte au fost pe locul 10.

## Performanța în clasamente

### Certificate
| Țara   | Certificat |
| ------ | ---------- |
| Franța | Argint     |